# Nova (belgische Automarke)
Nova war eine belgische Automarke.

## Unternehmensgeschichte
Florimond Lenaerts leitete das Unternehmen in Tienen. Beteiligt waren die Industriellen Gustave Van Wilderode und Paul Descordes. Ende 1913 begann die Produktion von Automobilen, die 1914 kriegsbedingt endete.

## Fahrzeuge
Die Fahrzeuge des Konstrukteurs Lenaerts bestanden zum großen Teil aus zugekauften Teilen anderer Hersteller.